# Bernardo Guimarães
Bernardo Joaquim da Silva Guimarães (ur. 15 sierpnia 1825 w Ouro Preto w stanie Minas Gerais, zm. 10 marca 1884 tamże) – pisarz, dramaturg i poeta okresu brazylijskiego romantyzmu (w literaturze Ameryki Łacińskiej epoka romantyzmu nastała później i trwała dłużej niż w Europie). 

## Życiorys
Ukończył studia prawnicze.
W swojej twórczości podejmował tematykę abolicjonistyczną. Jego najbardziej znaną powieścią, kilkukrotnie ekranizowaną, jest wydana w 1875 Niewolnica Isaura (A Escrava Isaura). Znany jest także jako autor O Seminarista i O Garimpeiro które wydane zostały w 1872. 